# Erodium saxatile
Erodium saxatile là một loài thực vật có hoa trong họ Mỏ hạc. Loài này được Martínez mô tả khoa học đầu tiên năm 1934.